# 네세버르
네세버르(불가리아어: Несебър, Nesebar)는 불가리아 흑해 연안에 위치한 고대 도시이다. 행정 구역상으로는 부르가스 주에 속하며 면적은 31.852km2, 인구는 11,626명(2009년 12월 기준), 높이는 30m이다. 트라키아어로는 멜삼브리아(Melsambria), 현대 그리스어로는 메심브리아(그리스어: Μεσημβρια, Mesimvria)라고 부르기도 하며 3,000년에 걸친 긴 역사를 자랑한다.
네세버르 고대 도시는 기다랗게 생긴 인공 지협에 따라 대륙과 이어진 반도(과거는 완전한 섬이었음) 위에 세워졌으며 이러한 지형 때문에 다른 문명에 의한 정복을 피해 왔다. 네세버르는 수많은 역사적 건물들이 존재하기 때문에 1983년에는 유네스코가 지정한 세계유산에 등재되기도 했다.

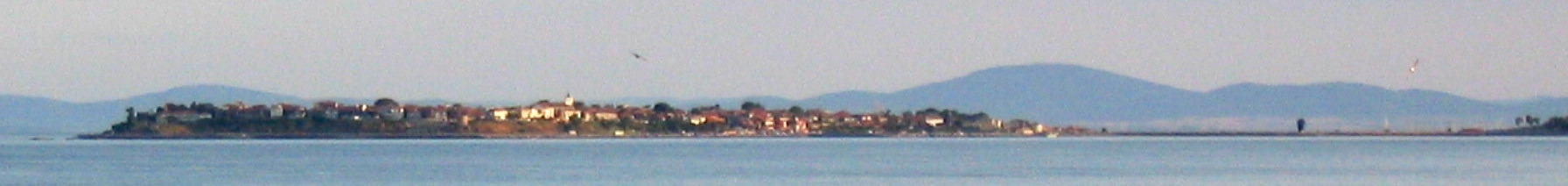
네세버르 역사 지구의 파노라마 사진.

## 사진

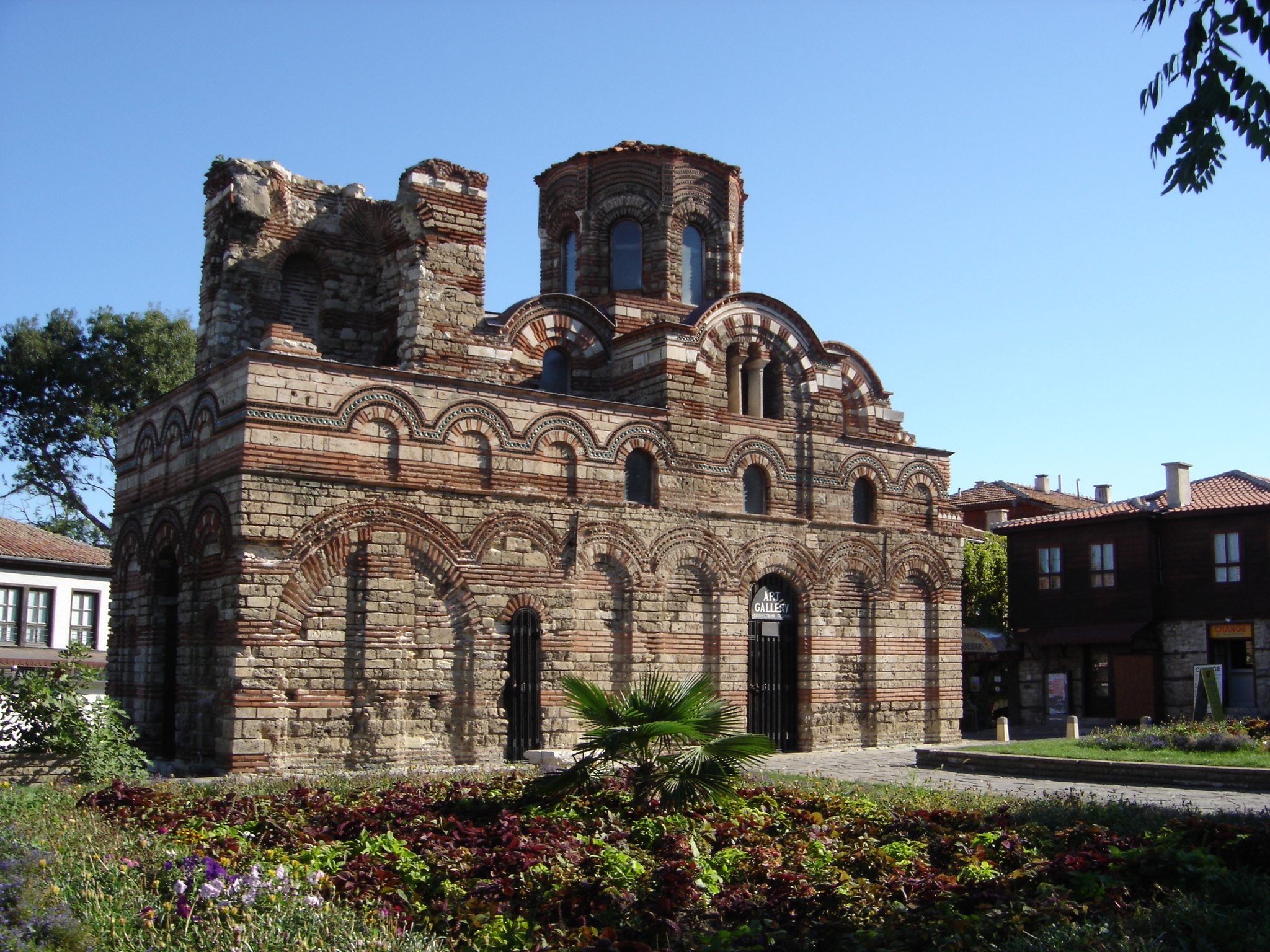
전능자 그리스도 성당
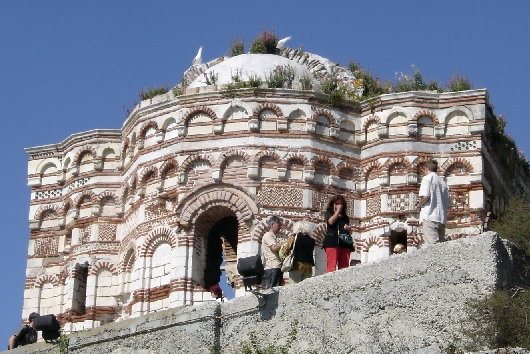
성 요안 알리투르게토스 성당 (14세기)
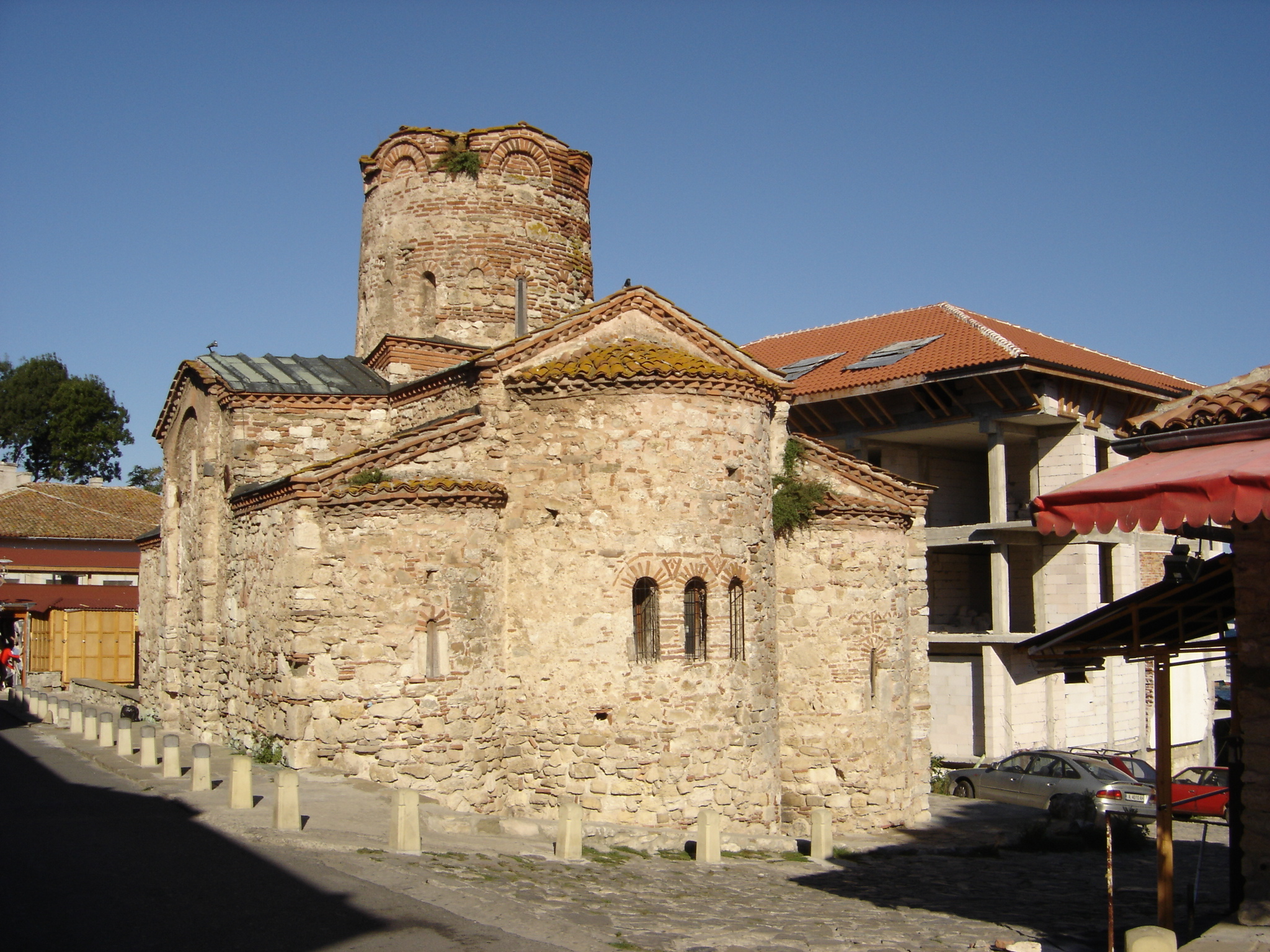
세례자 요한 성당 (11세기)
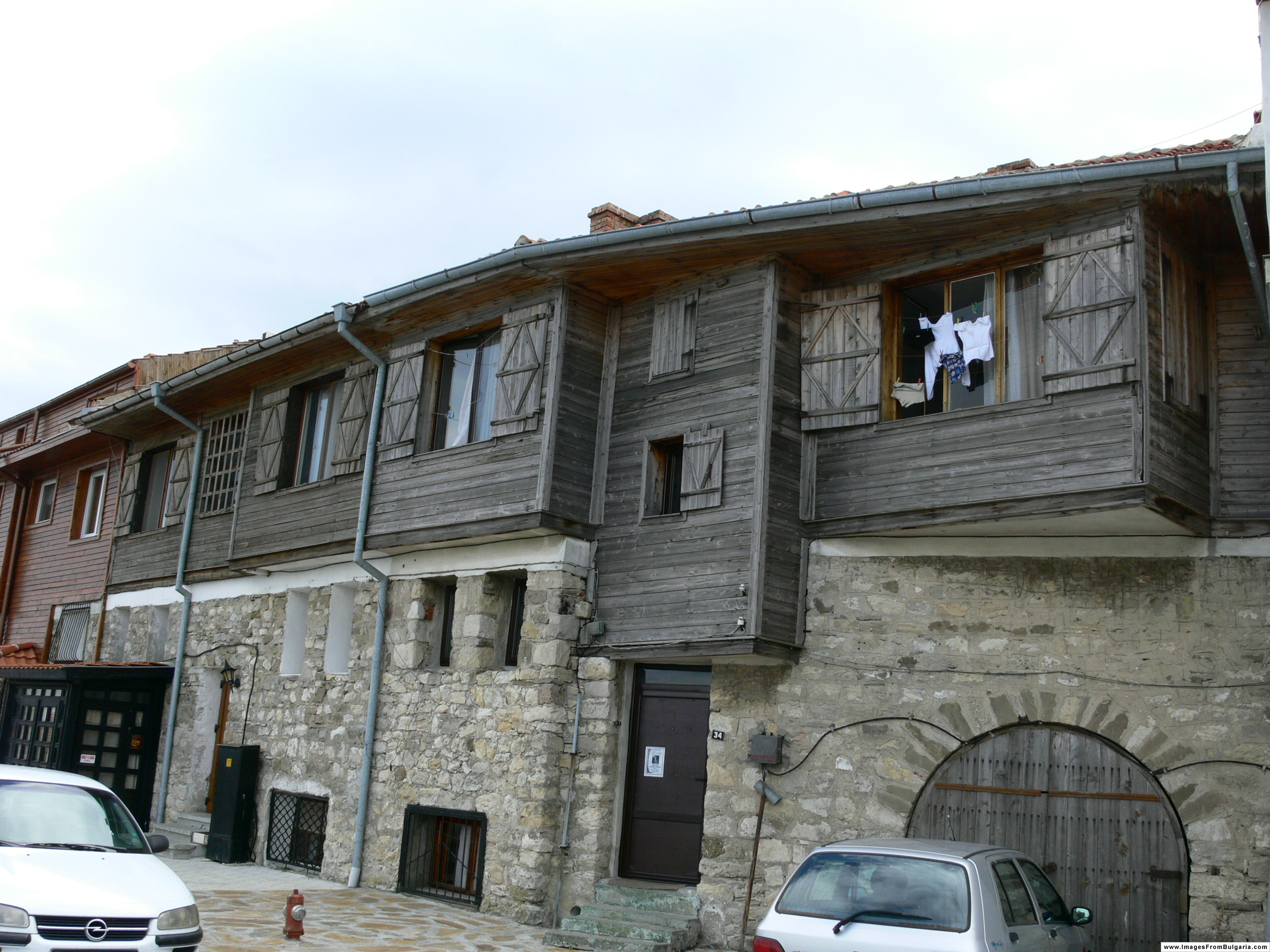
목조 건축물
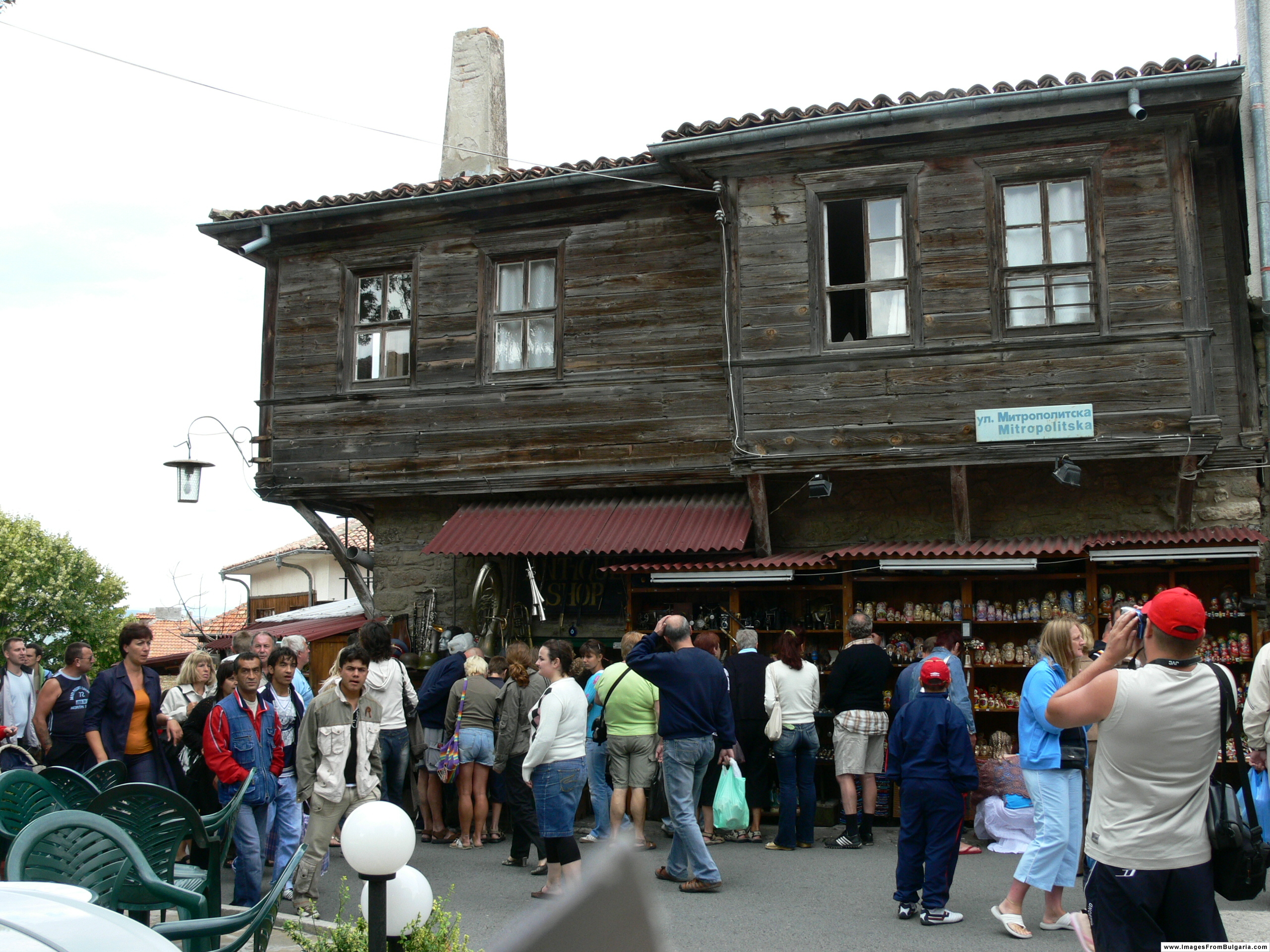
민족 부흥 양식으로 지어진 목조 건축물
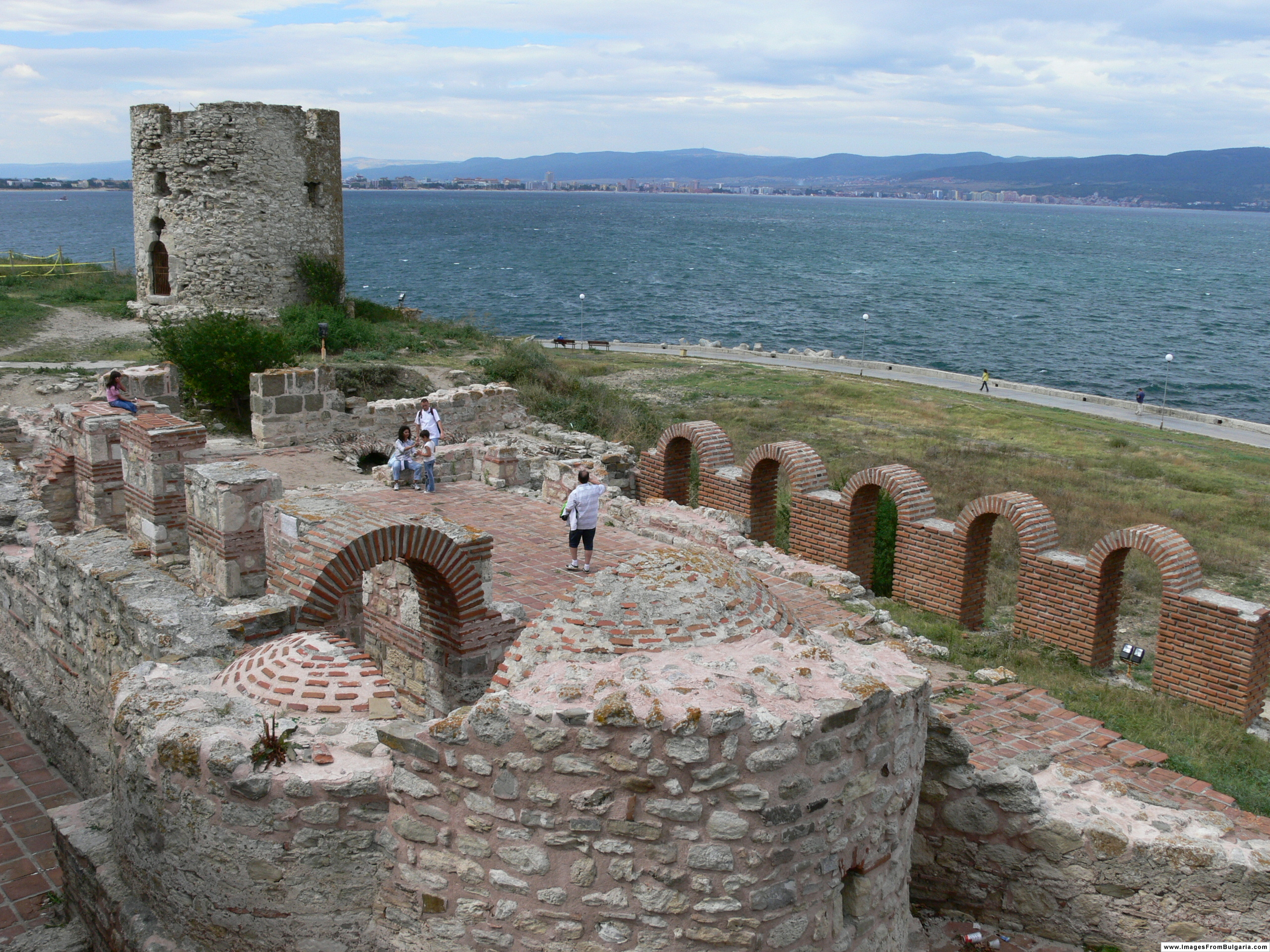
성모 대성당
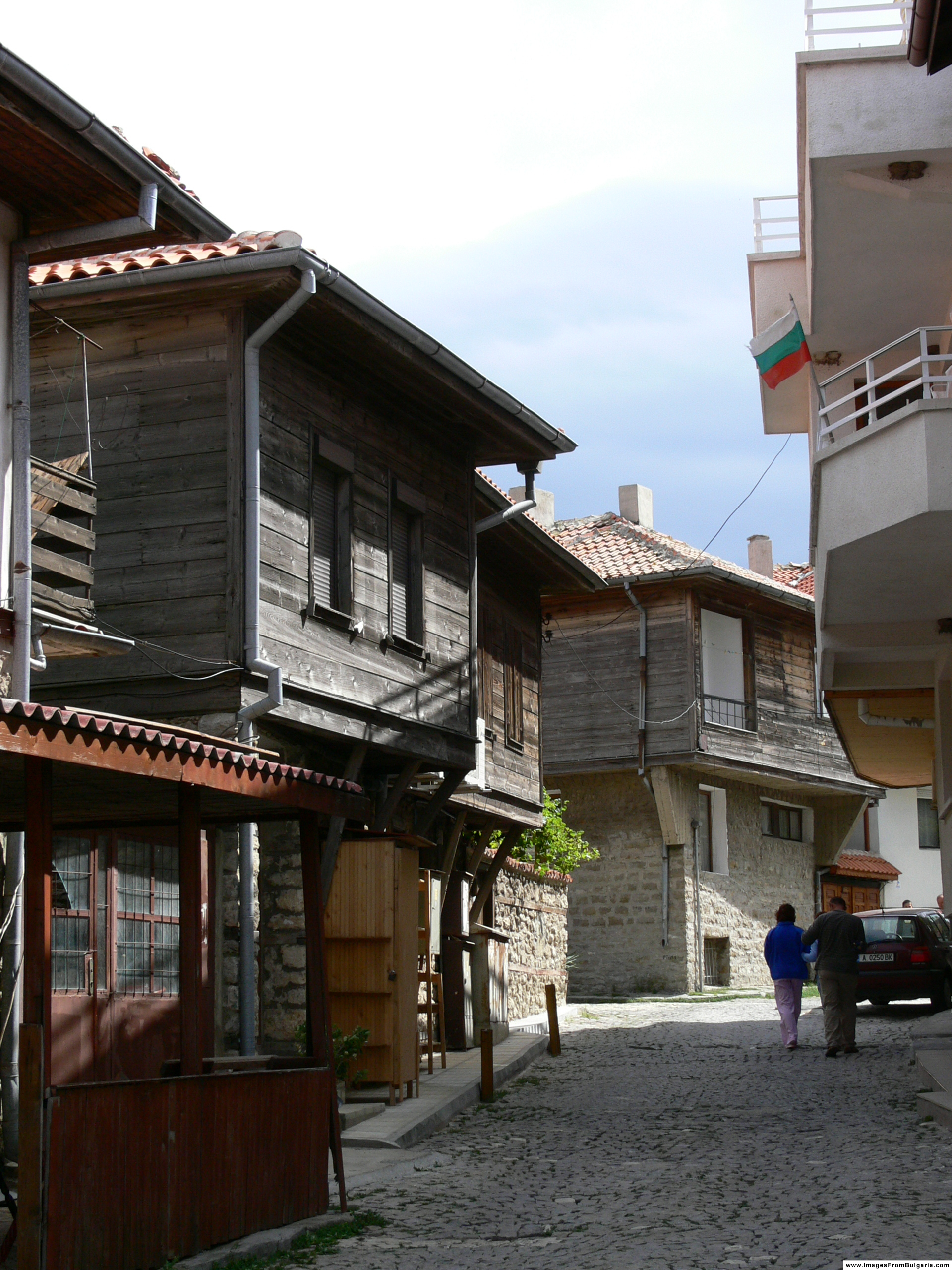
목조 건축물
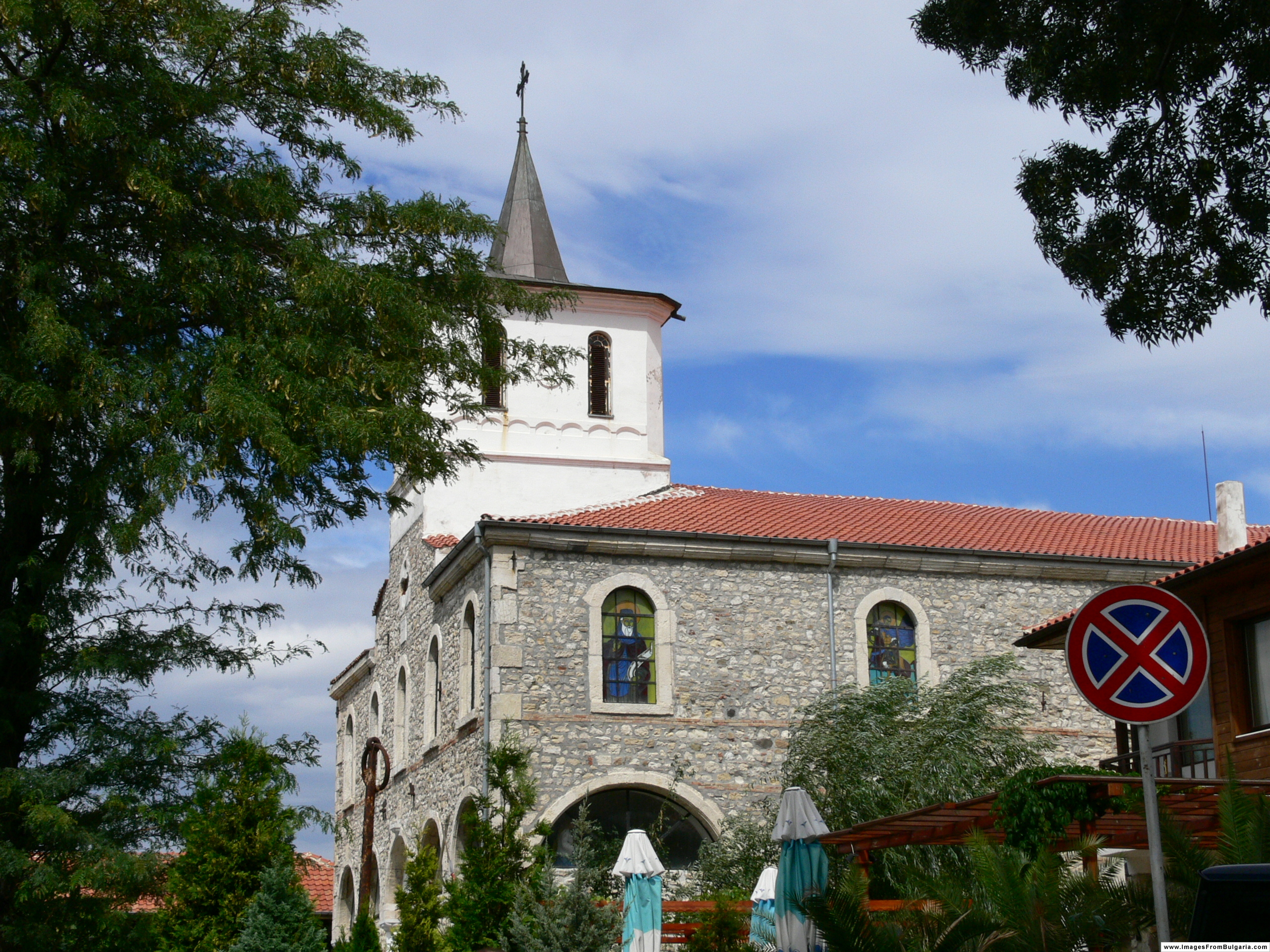
19세기에 지어진 성당
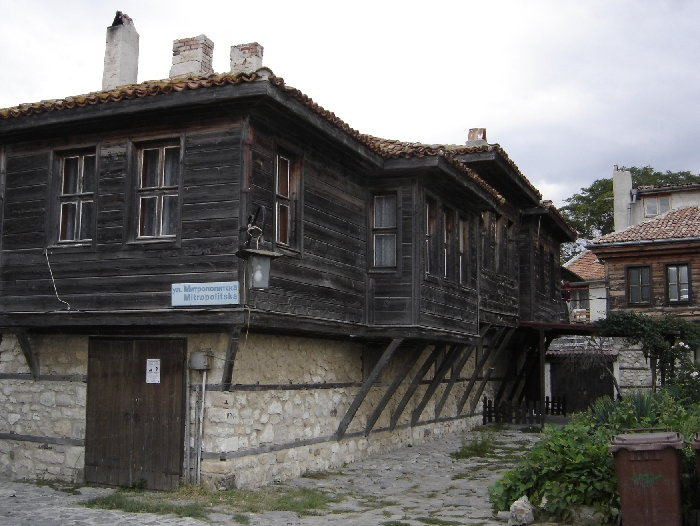
목조 건축물
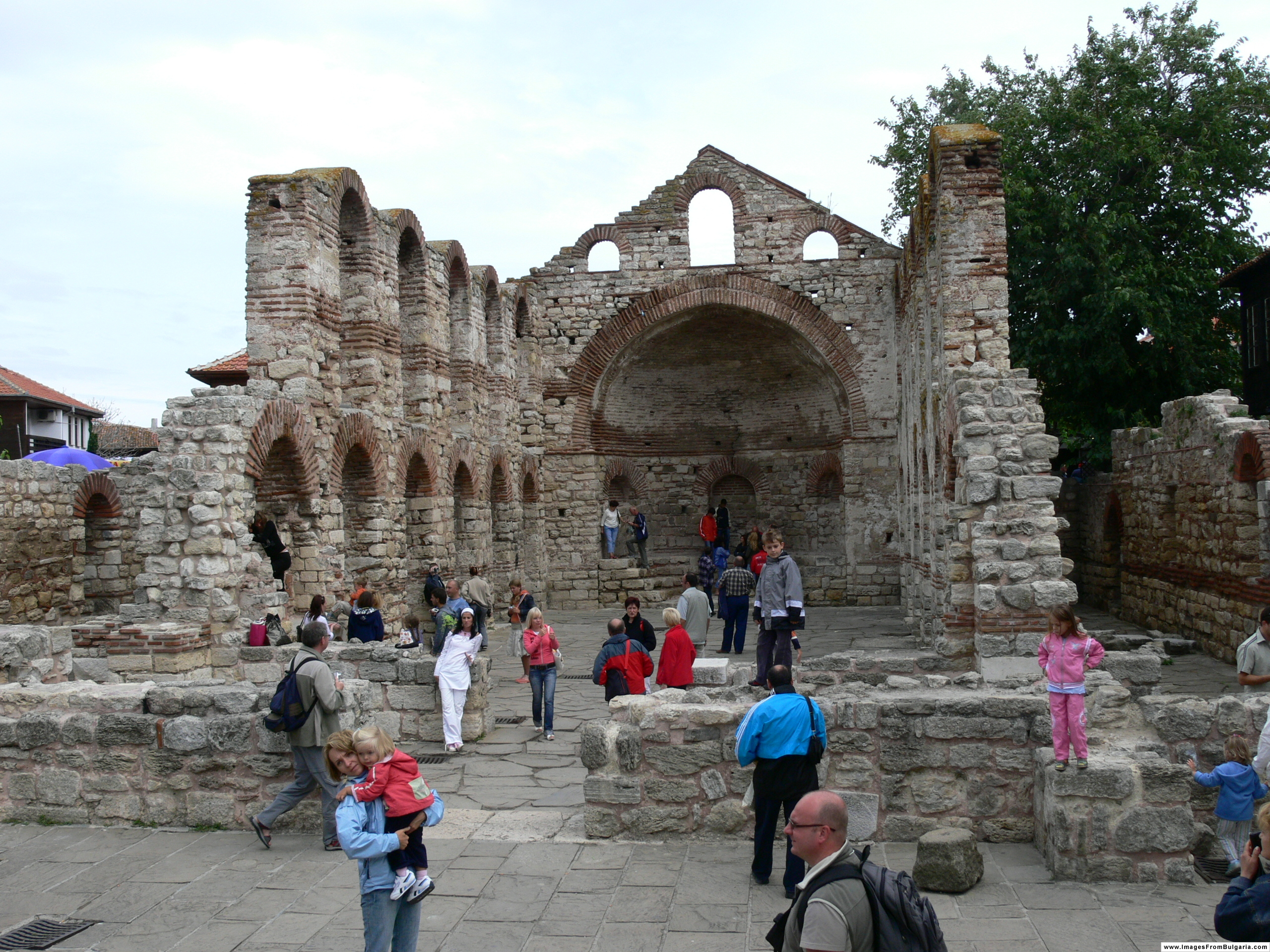
옛 주교구 건물
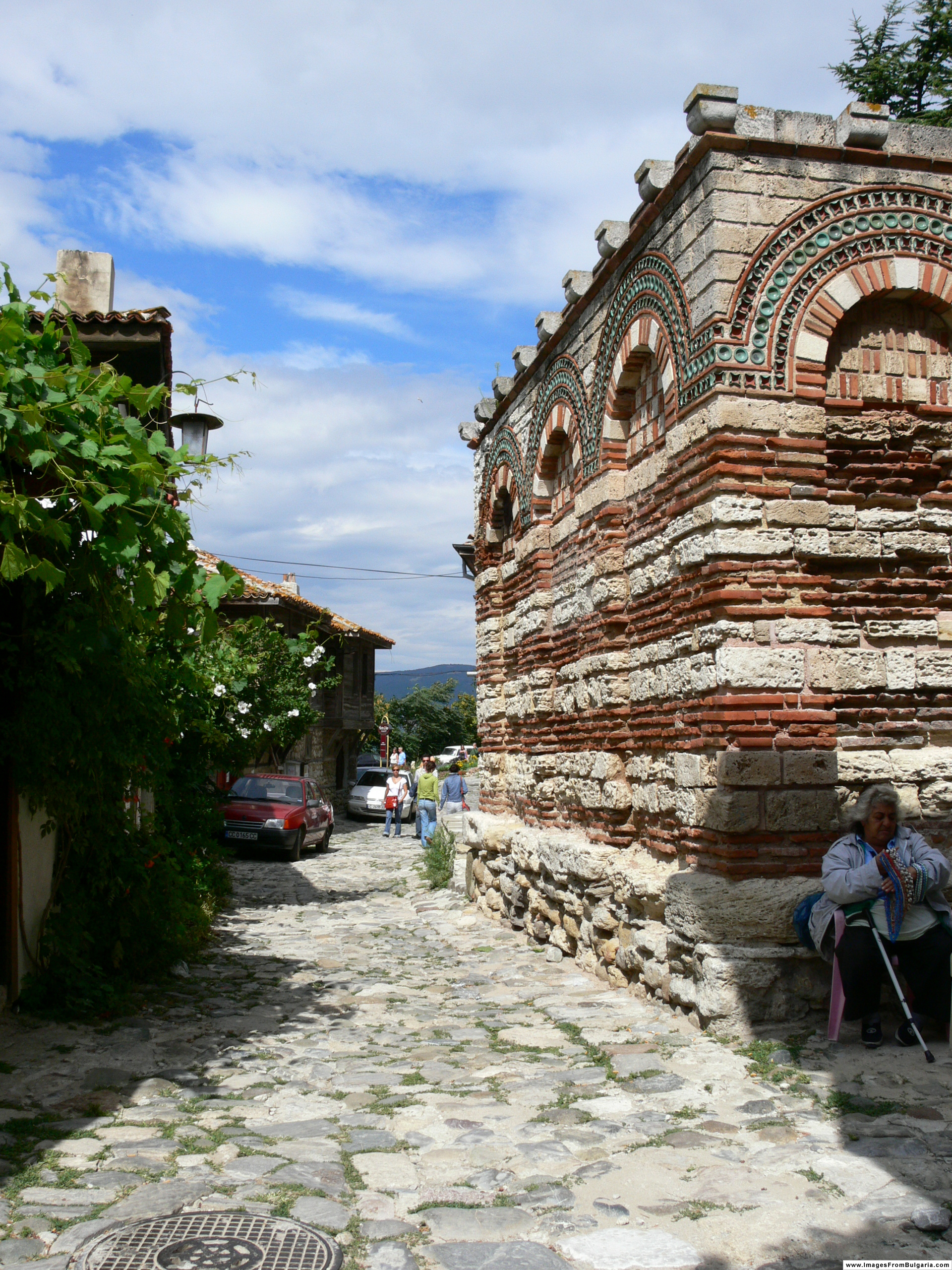
대천사 미카엘과 가브리엘 성당의 담장
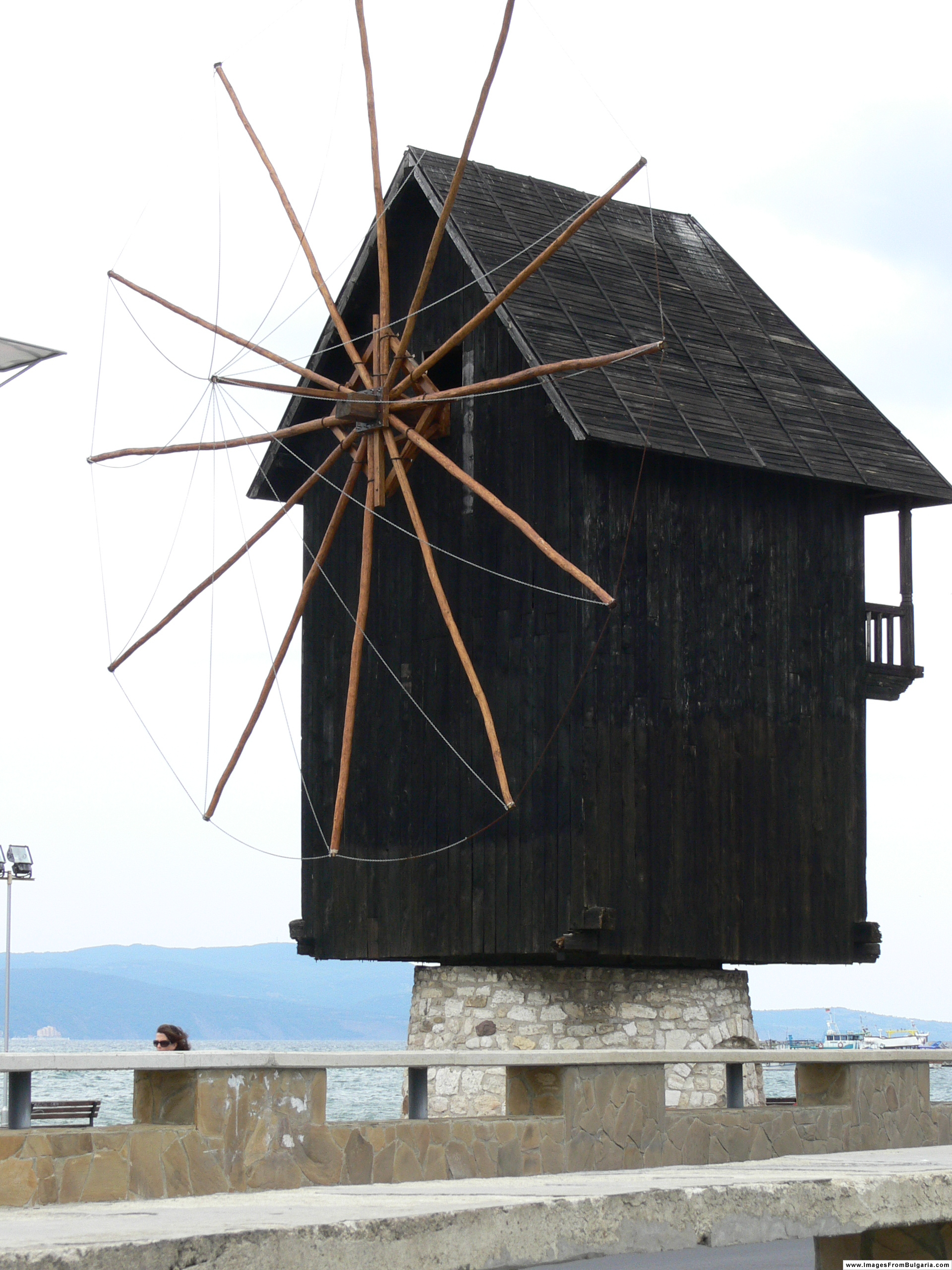
18세기 중반에 지어진 풍차

## 같이 보기
- 소조폴
- 노릴스크